# Antxón Gómez
Antxón Gómez (San Sebastián, 1952) è uno scenografo spagnolo.

## Biografia
Basco, ha studiato chimica all'Università di Valladolid, venendone espulso dopo aver partecipato a una protesta contro il regime franchista. Si avvicina al lavoro di art director grazie alla sua passione per il collezionismo. Ha esordito in tale vesti nel cinema nel 1993 con Huevos de oro di Bigas Luna.
È meglio noto però per il suo sodalizio col regista Pedro Almodóvar, del quale ha curato le scenografie di quasi tutti i film a partire dal 1997, tra cui i lungometraggi Tutto su mia madre (1999), Parla con lei (2002), La mala educación (2004), Gli abbracci spezzati (2009), La pelle che abito (2011) e Dolor y gloria (2019).
Nel 2009 ha vinto il premio Goya per la miglior scenografia per Che - L'argentino di Steven Soderbergh.

## Filmografia parziale
- Uova d'oro (Huevos de oro), regia di Bigas Luna (1993) - art director
- Carne trémula, regia di Pedro Almodóvar (1997)
- Tutto su mia madre (Todo sobre mi madre), regia di Pedro Almodóvar (1999)
- Frankie e Ben - Una coppia a sorpresa (Gaudi Afternoon), regia di Susan Seidelman (2001)
- Parla con lei (Hable con ella), regia di Pedro Almodóvar (2002)
- La mala educación, regia di Pedro Almodóvar (2004)
- Salvador - 26 anni contro (Salvador (Puig Antich)), regia di Manuel Huerga (2006)
- Che - L'argentino (Che: Part One), regia di Steven Soderbergh (2008)
- Che - Guerriglia (Che: Part Two), regia di Steven Soderbergh (2008)
- Gli abbracci spezzati (Los abrazos rotos), regia di Pedro Almodóvar (2009)
- La pelle che abito (La piel que habito), regia di Pedro Almodóvar (2011)
- Il monaco (Le Moine), regia di Dominik Moll (2011)
- Gli amanti passeggeri (Los amantes pasajeros), regia di Pedro Almodóvar (2013)
- Messi - Storia di un campione (Messi), regia di Álex de la Iglesia (2016)
- Julieta, regia di Pedro Almodóvar (2016)
- Dolor y gloria, regia di Pedro Almodóvar (2019)
- The Human Voice, regia di Pedro Almodóvar – cortometraggio (2020)
- Madres paralelas, regia di Pedro Almodóvar (2021)
- Strange Way of Life, regia di Pedro Almodóvar – cortometraggio (2023)

## Riconoscimenti
- Premio Goya
  - 2000 – Candidatura alla miglior scenografia per Tutto su mia madre
  - 2005 – Candidatura alla miglior scenografia per La mala educación
  - 2009 – Miglior scenografia per Che - L'argentino
  - 2012 – Candidatura alla miglior scenografia per La pelle che abito
  - 2020 – Candidatura alla miglior scenografia per Dolor y gloria
  - 2022 – Candidatura alla miglior scenografia per Madres paralelas
- European Film Awards
  - 2011 – Candidatura alla miglior scenografia per La pelle che abito
  - 2019 – Miglior scenografia per Dolor y gloria